# Sjenkursk
Sjenkursk (ryska Шенкурск) är en stad i länet Archangelsk oblast i Ryssland. Den ligger vid floden Vaga. Folkmängden uppgår till cirka 5 000 invånare.
Sjenkursk omnämns först i dokument skrivna av köpmän från Novgorod 1229.